# Ficus baeuerlenii
Ficus baeuerlenii är en mullbärsväxtart som beskrevs av George King. Ficus baeuerlenii ingår i släktet fikonsläktet, och familjen mullbärsväxter. Inga underarter finns listade i Catalogue of Life.